# Кинематограф Тайваня
Кинематограф Китайской республики (Кинематограф Тайваня) является частью китайскоязычного кино, в которое также входят киноискусство Китайской Народной Республики и кинематограф Гонконга. История тайваньского кино насчитывает более ста лет.

## История

### Японский период
Кино на Тайвань привезли японцы во время оккупации острова. Первый собственно китайский фильм был снят на Тайване в 1901 году. Художественные фильмы появились в 1920-х годах. В этот период была заложена производственная база.

### Шанхайский период
Развитие продолжалось в 1945—49 годах, когда Тайвань был возвращён Китайской республике, а столицей кинематографа стал Шанхай. Несмотря на некоторое охлаждение к китайским фильмам, большой популярностью пользовался китайский фильм «Весенние воды текут на восток». В целом, имея некоторый рост производства, кинематограф во многом оставался формой проката иностранного кино.

### Диалектальное кино
Период с 1949 по 1963 год был трудным временем для кинопроизводства. В кино нашла отражение тема совместного проживания тайваньских и материковых китайцев. Сопоставление диалектов китайского языка стало темой многих картин, первой из которых стала картина «Потомки Жёлтого императора». Такие фильмы долго пользовались популярностью.

### Демонополизация (1963—1982)
Становясь мощным экономически, Тайвань приобрёл стимулы развития кинематографии. С 60-х годов было снято более 5000 кинолент. В эти годы появились четыре кинорежиссёра, составившие славу тайваньского кино, среди которых первым становится Ли Син. Выдающимися фильмами Ли Сина стали «Глубина чувств немой девушки» (啞女情深, The Silent wife, 1965), «Осенняя казнь» и «История городка». Его кино достигло популярности благодаря общекитайским ценностям. Вторым крупным режиссёром был Бай Цзинжуй, снимавший картины под влиянием итальянского неореализма. Интересен его фильм «Одиночество в семнадцать лет», рассказывающий об обращении к христианству. Одним из самых знаменитых режиссёров является Ли Ханьсян, создавший историческую эпопею «Сиши» об императорской наложнице. Ещё один режиссёр Ху Цзиньцюань стал родоначальником фильмов-кунфу, он также снял высоко оценённую киноведами картину «Рыцарша». Почти пятьдесят картин с 1965 по 1985 год поставлены по произведениям писательницы Цюн Яо. В большинстве фильмов, снятых по произведениям Цюн Яо, играла «королева Азии» Линь Цинся.

### Новое кино
80-е и 90-е годы — время появления «нового кино». После того, как обрушился кинорынок к началу 80-х, правительственная Центральная кинокомпания («Чжунъин») стала спонсировать экспериментальные фильмы нового поколения режиссёров Среди них пришли такие мастера как Хоу Сяосянь, Ян Дэчан и другие. Первым фильмом нового кино стала «Повесть света и тьмы» (1982) (光陰 的故事, In our time) Ян Дэчана. Значительным достижением стал «Человек-сэндвич», (1983) (兒子的大玩偶, The Sandwich Man). Многие фильмы снимались как антологии совместно разными режиссёрами и рассказывают о собственной жизни. Оставили большой след фильмы «Тайбэйская история» (1985), «Вселяющий страх» (1986) Эдварда Янга; «Время жить и время умирать», «Лето у дедушки» (1984), «Пыль суетной жизни» (1986) Хоу Сяосяня. В этот период снималось до 300 художественных фильмов в год, на сегодняшний день — меньше 10.
Это кино отличает дедраматизация, ассоциативный язык, психологичность, концентрированность на отдельном человеке и прямой диалог со зрителем. Режиссёр Хоу Сяосянь создал знаменитую картину «Город скорби» о трагедии 1945 года, когда японцы ушли с Тайваня, но на их место пришла администрация из континентального Китая, и столкнулись два «патриотизма». Знаменитый режиссёр Энг Ли отмечен «Оскаром» за фильм «Разум и чувство», Золотым львом за «Вожделение» и другими международными наградами. Он работает в Голливуде.
Самым кассовым фильмом в истории Тайваня стала романтическая драма «Мыс №7» (реж. Вэй Дэшэн) 2008 года. Отмечен множеством призов гангстерский фильм «Монга» 2010 года режиссёра Ню Чэнцзэ.